# Otto Behaghel (Chemiker)
Otto Eduard Felix Philipp Behaghel (* 25. August 1895 in Gießen; † 16. Februar 1961 ebenda) war ein deutscher Chemiker und außerplanmäßiger Professor an der Ludwigs-Universität.

## Leben

### Herkunft
Otto Behaghel war der Sohn des Germanisten Otto Behaghel und dessen Ehefrau Clara Dorothea Elisabeth Marie Zöller (1866–1924), einer Tochter des Chemikers Philipp Zöller.

### Werdegang
Otto Behaghel studierte von 1914 – mit Unterbrechung durch den Ersten Weltkrieg – bis 1921 an der Universität Gießen Chemie. Vom 1. Juni 1915 bis zum 25. November 1918 leistete er Kriegsdienst. Er diente unter anderem im Reserve-Infanterie-Regiment Nr. 116, im Reserve-Feldartillerie-Regiment Nr. 63, im Reserve-Feldartillerie-Regiment Nr. 25 und im Reserve-Feldartillerie-Regiment Nr. 102. Sein letzter Dienstgrad war Leutnant der Reserve.
Ab 1. April 1921 war er planmäßiger Assistent, promovierte am 30. Mai 1921 in Gießen mit der Arbeit Persulfat statt Ferricyankalium als Oxydationsmittel zum Dr. phil (die Dissertation wurde erst 1924 publiziert) und habilitierte sich am 21. Juli 1926 bei Karl Elbs für das Fach der Chemie. Am 26. Juli 1932 wurde er nichtbeamteter außerordentlicher Professor der Chemie.
Otto Behaghel trat zum 1. Mai 1933 der NSDAP (Mitgliedsnummer 2.289.790), am 1. November desselben Jahres der SA und am 1. Januar 1934 dem NSLB bei.
Ab 16. Mai 1934 war er Abteilungsvorstand der organischen Abteilung des Lehrstuhls.
Während des Zweiten Weltkrieges war Behaghel Hauptmann der Reserve und diente im Dezember 1944 beim Artilleriekommandeur 117 (Arko 117). Er erhielt in dieser Zeit das Eiserne Kreuz II. Klasse. Auch erstellte er in der Zeit Forschungsarbeiten für das Heereswaffenamt. Ab dem 27. September 1939 war er außerplanmäßiger Professor der Chemie an der Universität Gießen und wurde am 20. August 1941 Oberassistent. Ab 21. Mai 1941 hatte er einen unbesoldeten Lehrauftrag für die Geschichte der Chemie. Er war Schriftführer des Vereins deutscher Chemiker im NSBDT der Kreisgruppe Oberhessen und im NSBDT in der Fachgruppe Chemie.
Nach dem Krieg wurde er 1946 durch die amerikanische Militärregierung entlassen, arbeitete als freiberuflich beratender Chemiker und Privatgelehrter.
Am 6. Juni 1956 wurde er wieder als außerplanmäßiger Professor der Chemie in Gießen eingesetzt.
Gemeinsam mit seinen Doktoranden (u. a. Martin Rollmann, Heinrich Seibert oder auch Hans Freiensehner, welcher später in den Vorstand von BASF kam) veröffentlichte er zahlreiche Beiträge. Forschungsschwerpunkt waren Untersuchungen organischer Schwefel- und Selenverbindungen.

### Familie
Otto Behaghel war seit 1922 verheiratet. Aus der Ehe sind zwei Töchter bekannt.

## Werke (Auswahl)
- Über die Veränderung der Aeidität von Glykolsäureabkömmlingen beim Ersatz des Sauerstoffs durch Schwefel und über Isomerieerscheinungen bei Thioglykolsäureabkömmlingen, in: Journal für praktische Chemie, Band 114 (1926), S. 287–313.
- Karl Ettling, Chemiker und Mineraloge (1806–1856), in: Hessische Biographien III (1927), S. 76 ff.
- Aus unveröffentlichten Briefen Friedrich Wöhlers (1800–1882), in: Nachrichten der Gießener Hochschulgesellschaft 7/1 (1929), S. 3–9.
- gemeinsam mit Martin Rollmann: Über die Veränderung der Acidität von Glykolsäure- und Thio-glykolsäure-Abkömmlingen beim Ersatz des Sauerstoffs und Schwefels durch Selen, in: Berichte der deutschen chemischen Gesellschaft 62/10 (1929), S. 2693–2696.
- gemeinsam mit Martin Rollmann: Über die Spaltung der Selen-cyan-essigsäure, in: Berichte der deutschen chemischen Gesellschaft 62/10 (1929), S. 2696–2699.
- Zur Kenntnis einiger Aryl-selen-glykolsäuren, in: Journal für praktische Chemie 123–124 (1929), S. 336 ff.
- Heinrich Will, der Nachfolger Liebigs auf dem Gießener Lehrstuhl, in: Nachrichten der Gießener Hochschulgesellschaft 8/3 (1930), S. 36–47.
- Unbekannte Briefe Liebigs, in: Archiv für Geschichte der Mathematik, der Naturwissenschaften und der Technik 13 (1930), S. 188 ff.
- gemeinsam mit Heinrich Seibert: Über die Einwirkung von Halogen auf Aryl‐selen‐cyanide, in: Berichte der deutschen chemischen Gesellschaft 65/5 (1932), S. 812–816.
- gemeinsam mit Hans Freiensehner: Umlagerung von Phenol‐benzyläthern bei höherer Temperatur, in: Berichte der deutschen chemischen Gesellschaft 67/8 (1934), S. 1368–1377.
- gemeinsam mit Wilhelm Müller: Zur Kenntnis von Arylselenhalogeniden. IV. Über α-Anthrachinonylselenhalogenide und die α-Anthrachinonylselensäure, in: Berichte der deutschen chemischen Gesellschaft 67/10/1 (1934), S. 105–108.